# Натт, Джим
Джеймс Т. Натт (англ. James T. Nutt; род. 28 ноября 1938 года) — американский художник, один из основателей чикагского сюрреалистического художественного движения, известного как «Чикагские имажисты» или «The Hairy Who». Хотя его творчество вдохновлено той же поп-культурой, что и поп-арт, журналист Веб Беренс считает, что «картины Натта, особенно его поздние работы, совершеннее, чем работы более знаменитых Энди Уорхола и Роя Лихтенштейна». По словам куратора Музея современного искусства Линн Уоррен, Натт является «главным художником своего поколения».

## Биография
Джим Натт родился в 1938 году в Питсфилде, штат Массачусетс. Учился в колледже в университете Канзаса, затем в университете Пенсильвании, затем в университете Вашингтона в Сент-Луисе, а затем в Школе Института искусств в Чикаго, где он встретил свою будущую жену художницу Глэдис Нильссон, впоследствии, так же, участницу Hairy Who.

## Творчество
В 1963 году Нильссон и Натт познакомились в Школе Чикагского художественного института с профессором истории искусств Уитни Холстед, который стал их наставником и другом. Он познакомил их с Доном Баумом, директором выставки в Художественном центре Гайд-парка в Чикаго. В 1964 году Нильссон и Натт получили там работу в качестве детских учителей.

### The Hairy Who
В 1964 году Джим Натт и Глэдис Нильссон начали преподавать детские классы в Художественном центре Гайд-парка в Чикаго. Вместе с Джеймсом Фальконером они обратились к директору Дону Бауму с идеей групповой выставки, в которую бы вошли они трое вместе с Арт Грин и Суэллен Рокка. Баум согласился и также предложил включить Карла Вирсума.
Название выставки "Hairy Who?" стало впоследствии названием арт-группы. Оно было придуман Карлом Вирсумом как отсылка к искусствоведу WFMT Гарри Бурасу. Выставки в Художественном центре Гайд-парка проводились ежегодно с 1966 по 1969 годы. В 1968 году прошла выставка в Художественном институте Сан-Франциско, а последний показ в 1969 году — в галерее искусств Коркоран в Вашингтоне.

### Позднее творчество
В 1969 году влиятельный владелец чикагской галереи Филлис Кинд согласился представлять Натта и Глэдис Нильссон. В том же году Натт и Нильссон переехали в Сакраменто в Калифорнии, где Натт получил должность доцента искусства в Государственном колледже Сакраменто.
В 1972 году Уолтер Хоппс, директор Галереи искусств Коркоран, выбрал Натта вместе с другими художниками для представления Соединенных Штатов на Венецианской биеннале 1972 года, и он также был включен вместе с рядом чикагских коллег для биеннале искусства в Сан-Паулу 1973 года. В 1974 году Натт с семьей вернулся в Чикаго. И с 1976 года они живут в Уилметте.
Первая персональная выставка Натта состоялась в 1974 году в Музее современного искусства в Чикаго, позже она прошла в Художественном центре Уокера и Музее американского искусства Уитни.
Сейчас Натта представляет галерея Дэвида Нолана, Нью-Йорк.
В Чикаго с 29 января по 29 мая 2011 года состоялась ретроспективная выставка Натта: «Джим Натт: вживаясь в образ» в Музее современного искусства. В каталоге, сопровождающем выставку, художник Алекси Уорт предположил, что «для Натта важны не настоящие лица, а наши ожидания лиц».

## Личная жизнь
В 1960 году, посещая Школу Художественного института Чикаго, он познакомился с однокурсницей Глэдис Нильссон. Они поженились в июле 1961 года в часовне на территории Северо-Западного университета, а в 1962 году у них родился сын Клод.